# Hugo Löwenstjerna
Hugo Hamilcar Löwenstjerna, oftast kallad Herr Hugo, är en litterär figur, som förekommer i Carl Jonas Love Almqvists verk, framför allt i bokserien Törnrosens bok. Han är hovmarskalk och ägare till det jaktslott där de inom Törnrosens bok ingående verken föreställs läsas upp. Förutom i Törnrosens bok dyker Herr Hugo även upp i de manuskript Almqvist författade under sin vistelse i USA.
Förebild för Hugo Löwenstjerna var Johan Hisingers son Michaël Hisinger, sedermera rysk-finsk friherre och ryttmästare i Adelsfanan. Almqvist var hans informator åren 1814-1818 på Fagervik. Hisinger var för övrigt släkt med von Törne, Törneblad, Törnstjerna samt den adliga, friherrliga och grevliga ätten Törnflycht.